# 德川家光
德川家光（日语：〔〕／ Tokugawa Iemitsu，1604年8月12日—1651年6月8日），日本江戶幕府第三代將軍。二代將軍德川秀忠長子，母為崇源院。家光有一位異母兄長，名叫長松丸，但是夭折。同母弟德川忠長（駿河大納言）；同母的姐姐有千姬、珠姬（子子姬）、勝姬、初姬，同母的妹妹和姬（和子，幼名松姬，後水尾天皇的中宮東福門院）。異母弟保科正之（側室阿靜之方所生）。乳名竹千代。
乳母是春日局。乳弟兄是稻葉正勝和稻葉正吉（春日局所生的兄弟）。
正室是關白鷹司信房的女兒鷹司孝子，側室約八人。
在德川幕府十五代將軍裡頭，是正室所生的將軍，雖說共有初代家康、三代家光以及末代慶喜等三名，但這幾位當中，真正由已擔任將軍的父親與正室(御台所)所生下的嗣子，只有德川家光一位而已。

## 生涯

### 出生
慶長九年七月十七日（1604年8月12日），德川家光出生於江戶城。是江戶幕府二代將軍德川秀忠的嫡長子，母親是崇源院，祖父是德川家康。在家光出生之前的慶長六年（1601年），父親秀忠和女房生下長兄長松丸（又名長丸），長松在出生九個月後夭折。所以竹千代出生後，既然是兒子且又為正室的阿江與所生，於是享有世子的待遇，也受世子的教育。竹千代由於是二代將軍秀忠的嫡長子，因此祖父德川家康賜予他「竹千代」這個乳名，意思即有這個剛出生的孩子將會成為第三代將軍（家康乳名為竹千代）。
在阿江與懷孕的時候，家康便命令京都所司代板倉勝重在京都公開招募奶娘。後來經由公卿三條西實條的推薦，實條的遠房親戚，明智光秀的家臣齋藤利三的女兒阿福（春日局）成為了家光的乳母。而九歲的松平長四郎（信綱）、九歲的岡部七之助（永綱）、八歲的稻葉千熊丸（正勝）、六歲的水野清吉郎（光綱）和五歲的永井熊之助（直貞）也成為竹千代的侍童。慶長十年（1605年），家康把將軍之位交給家光的父親秀忠，自稱大御所，而家康的退位也確認幕府的世襲體制。

### 將軍之爭
竹千代在出生後，立刻被帶離父母身旁而交由乳母撫養，所以秀忠和阿江與夫婦對於兒子竹千代十分疏遠，再加上竹千代體質虛弱、說話有些結巴且外貌平庸，兩人更加不喜歡竹千代。慶長十一年（1606年），阿江與又生下一子，此子乳名為國千代（國松丸），即是日後的駿河大納言德川忠長。阿江與有鑒於兒子竹千代交由乳母阿福（春日局）撫養而疏遠，因此在國千代出生後，阿江與經過秀忠的同意，親自撫養國千代，夫婦倆也特別寵愛國千代。就因為這樣，江戶城內部分為長子竹千代派和次子國千代派。
很多大名也因為國千代或許會成為三代將軍，而不斷的討好秀忠夫婦以及國千代。之後，長久以來一直感覺到竹千代會被廢除繼承權的阿福，特別跑到駿府城向家康訴說江戶城內部的實情，和秀忠夫婦的不公平等。之後，家康出面對秀忠夫婦說了要分长幼，家光才能確保三代將軍的繼承權。一般認為，竹千代確認為將軍繼承人是在元和年間。

### 將軍就任
元和二年（1616年），家康決定日後輔佐竹千代的家臣為年寄眾酒井忠利、內藤清次和青山忠俊，並任命六十多名侍童。四月十七日（6月1日），祖父德川家康去世，享壽七十四歲。由於家康公去世，竹千代的元服儀式也延後了四年。元和三年（1617年），竹千代的住所移至西之丸。元和四年（1618年），迎接朝廷的勅使。元和六年（1620年），竹千代元服，正式改名為家光，任從二位大納言。而家光這個名字是金地院崇傳所選定的，本來家光應該取祖父家康的「家」和父親秀忠的「忠」，改名為家忠，卻因為家忠這個名字和花山院家家祖名字一樣，而選家光這個名字。
元和九年（1623年），年寄眾之中的內藤清次去世，青山忠俊因為直諫家光而遭免職，因此兩個空缺就由酒井忠世和酒井忠勝替補。同年六月，家光與父親秀忠一起上洛，在伏見城接受將軍宣下，任從二位內大臣，並且與在元和六年（1620年）入內的後水尾天皇女御，妹妹和子（東福門院）見面。
父子兩人回到江戶城後，家光正式成為三代將軍，秀忠隱居於西之丸，家光則將住所遷到本丸。秀忠也和家康一樣，被稱為大御所。將軍和大御所一起治世，稱作二元政治。九月，家光的婚約者，關白鷹司信房的女兒鷹司孝子進入江戶城，十二月時，兩人正式成婚。當時家光十九歲，孝子二十一歲。

### 家光的治世
寬永三年（1626年），秀忠和家光領伊達政宗等多位大名上洛，在二條城內拜見後水尾天皇和中宮和子，父親德川秀忠被任命為太政大臣，德川家光也晉升為從一位左大臣。
家光和同父同母的長弟忠長並不親，也不信任他，反而比較信任異母弟正之，母親崇源院去世後，忠長出現亂行，父親秀忠曾請求他饒過忠長，但他並沒有採納，在秀忠死後隔年，隨即以忠長過去的亂行為理由命令忠長切腹自殺。
寬永九年一月二十四日（1632年3月14日）父親秀忠去世，解除了二元政治，開始由將軍親自執政的政治。確立了老中、若年寄、奉行、大目付的制度，並將幕府的現職將軍定為最高權力者。
寬永十二年（1635年），修訂武家諸法度，對諸侯施加參覲交代為義務的規定。壟斷長崎貿易的利益，強化天主教壓制，寬永十四年（1637年）的島原之亂，四年後完成了鎖國政策。因為這些事情，德川幕府的一連串的強權政策被認為是「武斷政治」。
在慶安年間，家光頒佈了“慶安御觸書”。“慶安御觸書”的内容是對農民的規定。例如不准抽煙，喝茶、衣服要用木棉製作、生活儉樸、要交規定的年貢等等的規定，確保了江戶幕府的財政收入來源和對農民的控制。但本文書的真實性本身受到了近代一些學者的懷疑。

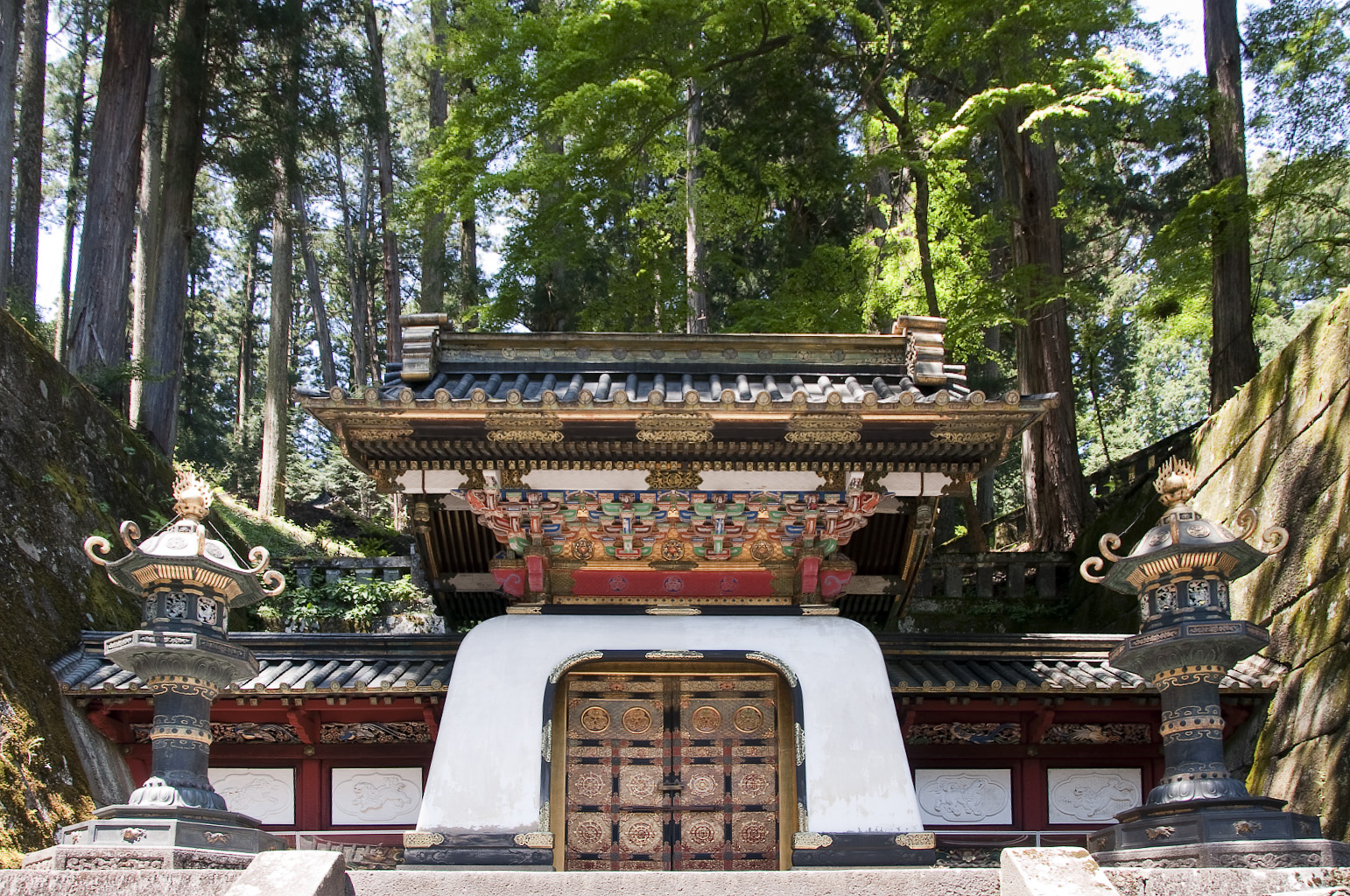
大猷院靈廟皇嘉門

慶安四年四月十七日（1651年6月8日），德川家光於江戶城內病逝，享年四十七歲。家光死後堀田正盛及阿部重次跟隨家光自盡。由於德川家光生前交代死後要葬在他最尊敬的祖父德川家康的旁邊，要守護著他生生世世。因此將他安葬在日光山輪王寺。法號大猷院。追贈正一位太政大臣。

### 生活
家光熱愛習劍，學習柳生新陰流劍術，拜柳生宗矩為劍術師範、總目付。

## 官職位階履歷
※日期＝舊曆
- 元和六年（1620年）一月五日，任正三位。九月七日，昇敘正三位，任權大納言。元服，正式改名為家光。
- 元和九年（1623年）三月五日，任右近衛大將、兼任右馬寮御監。七月二十七日，昇敘從二位，轉任內大臣。任征夷大將軍、源氏長者宣下。
- 寬永三年（1626年）八月十九日，昇敘正二位，轉任左大臣，兼任左近衛大將。
- 寬永十一年（1634年）七月十一日，固辭轉任太政大臣。
- 慶安四年（1651年）四月二十日，逝世。贈正一位太政大臣。

## 家族

### 妻妾
- 御台所：本理院　鷹司孝子
- 側室：自证院　阿振之方
- 側室：宝树院　阿乐之方
- 側室：順性院　阿夏之方
- 側室：桂昌院　阿玉之方
- 側室：永光院　阿萬之方
- 側室：定光院　阿里佐之方
- 側室：芳心院　阿琴之方
- 側室：成瀨氏

### 子女
- 長女：千代姬（德川光友室，母阿振之方）
- 長男：家綱（母阿樂之方；第四代將軍）
- 次男：龜松（母成瀨氏；早夭）
- 三男：綱重（母阿夏之方；第六代將軍家宣之父；甲府藩藩主）
- 四男：綱吉（母阿玉之方；第五代將軍）
- 五男：鶴松（母阿里佐之方；早夭）

### 養女
- 大姬（清泰院）-德川賴房女，前田光高室
- 滿姬（自昌院）-前田利常女，淺野光晟室
- 鶴姬（廉貞院）-松平忠直女，九條道房室
- 通姬（靖嚴院）-池田光政女，一條教輔室